# Carl Ludwig Jessen
Carl Ludwig Jessen (Deezbüll (Niebüll), 1833 február 22. – Deezbüll, 1917 január 4.) fríz festő. Munkásságának jelentősége elsősorban az észak-fríz paraszti kultúra ábrázolásában rejlik.

## Élete és munkássága
Asztalosnak tanult, majd szobafestőként is dolgozott Észak-Frízföldön. 1848-tól autodidakta módon kezdett foglalkozni a portréfestészettel. 1853-tól felhagyott az asztalosmunkával és egészen a festészetnek szentelte tevékenységét. 1856 és 1865 között a Királyi Dán Művészeti Akadémián tanult V. N. Marstrand tanítványaként, majd visszatért Frízföldre. 1867-1868-ban ösztöndíjjal Párizsba és Itáliába (Róma, Ariccia, Rocca di Papa) utazott. 1869–1870-ben Klockriesben, majd 1871 és 1875 között Hamburgban élt. Ezután visszatért szülővárosába.
Benedikt Momme Nissen német festő az unokaöccse volt. Művei számos német múzeumban megtalálhatók.

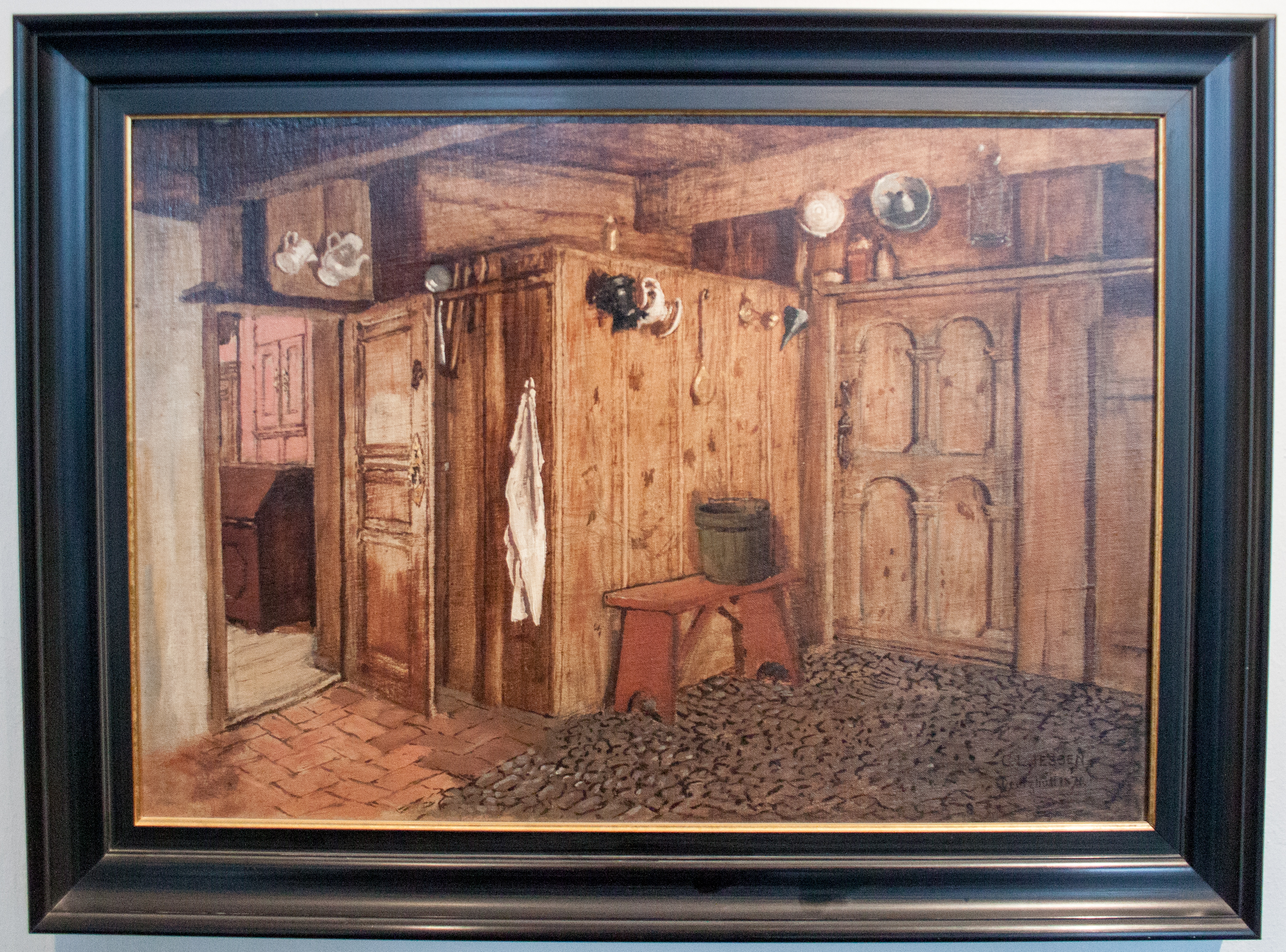
Észak-fríz parasztház belseje

## Fordítás
- Ez a szócikk részben vagy egészben a Carl Ludwig Jessen című német Wikipédia-szócikk ezen változatának fordításán alapul.  Az eredeti cikk szerkesztőit annak laptörténete sorolja fel. Ez a jelzés csupán a megfogalmazás eredetét és a szerzői jogokat jelzi, nem szolgál a cikkben szereplő információk forrásmegjelöléseként.